# Герб автономного сообщества Валенсия
Герб автономного сообщества Валенсия — официальная эмблема органов самоуправления автономного сообщества Валенсия. Основан на геральдике, которая использовалась со времён правления короля Педро IV до Хуана II. 
В 1978 году бывший Совет Валенсии утвердил герб «...как старейшую известную репрезентативную эмблему бывшего Королевства Валенсия, которая находилась на воротах Ксереа в городе Валенсия».
Герб автономного сообщества Валенсия указан в статье 6 раздела III (Эмблема) Закона Генералитета Валенсии 8 от 4 декабря 1984 года, утверждающего символы автономного сообщества Валенсия сообщества и их использования, и опубликован в Официальном вестнике Валенсийского сообщества — DOGV, no. 211 от 13 декабря 1984 года.

## История
Хотя народные традиции Валенсии приписывают происхождение нашлемника крылатого дракона королю Хайме I, его происхождение можно проследить до короля Петра IV в XIV веке, когда нашлемники стали регулярно использоваться над благородными шлемами. По словам испанского историка Гильермо Фатаса Кабеса, его можно рассматривать как квазикантирующую эмблему, символический символ арагонского монарха. Мантия, защитная ткань, которую рыцари носили на шлемах, была тёмно-синей и украшена крестом Аристы. 
В некоторых случаях крылатый дракон со временем превратился в летучую мышь, обычно используемую в местной геральдике на территориях, которые были частью бывшей Арагонской короны, таких как город Валенсия, Пальма или более ранние версии Барселоны.
Совет провинции Валенсия, основанный в результате территориального разделения Испании в 1833 году, принял королевское достижение. В ней использовались разные варианты: с ламбрекенами, подобными тому, что изображён на титульном листе «Хроники Мунтанера»; с мантией, но с неправильным крестом, и мантией с крестом Аристы. Провинциальные советы Аликанте и Кастельона выбрали свои собственные гербы.
Герб не описан в Статуте автономии Валенсийского сообщества, несмотря на то, что в статье 4.2 признаётся возможность добавления геральдики провинций к флагу  автономного сообщества Валенсия. Во время подготовки Статута было ясно, что герб будет текущей версией. При разработке Статута Беникасима было решено добавить бывшее королевское достижение в флаг автономного сообщества, но, в конце концов, это не было сделано.
Существовал Указ от 9 августа 1978 года (до принятия Статута автономии), утверждавший официальный дизайн и использование герба. Позже Законом о символах от 4 декабря 1984 года была установлена другая версия с другим рисунком, которая до сих пор является официальной.